# Haftanstalt Maïné-Soroa
Die Haftanstalt Maïné-Soroa (französisch Maison d’arrêt de Maïné-Soroa) ist ein Gefängnis in der Stadt Maïné-Soroa in Niger.

## Baubeschreibung und Geschichte
Die Haftanstalt befindet sich im Stadtzentrum von Maïné-Soroa in der Region Diffa. Sie ist auf eine Aufnahmekapazität von 50 Insassen ausgelegt. Es handelt sich um eine nicht spezialisierte Anstalt, in der generell Personen, die mit dem Gesetz in Konflikt geraten sind, inhaftiert werden.
Das Gefängnis besteht seit dem Jahr 1956. Es wurde von der damaligen Kolonialmacht Frankreich errichtet. Im Jahr 2019 betrug die Auslastung mit Häftlingen 280 %. In der Rangliste der vom Problem der Überbelegung betroffenen Gefängnisse in Niger, die von der Haftanstalt Niamey angeführt wurde, lag die Haftanstalt Maïné-Soroa damit auf dem vierten Platz. Im Rahmen der Bekämpfung der COVID-19-Pandemie in Niger erließ Staatspräsident Mahamadou Issoufou am 30. März 2020 landesweit 1540 Gefangenen ihre restliche Haftstrafe, darunter 23 in der Haftanstalt Maïné-Soroa.